# Sofia Wilhelmina a Suediei
Prințesa Sofia Wilhelmine a Suediei (suedeză Sophie (Sofia) Vilhelmina Katherina Marie Louise (Lovisa) Charlotte (Charlotta) Anne (Anna) av (af) Sverige; 21 mai 1801 - 6 iulie 1865), a fost prințesă suedeză și soția lui Leopold, Mare Duce de Baden.

## Biografie
Sofia s-a născut la Stockholm, Suedia, la 21 mai 1801. A fost fiica regelui Gustav al IV-lea Adolf al Suediei și a reginei Frederica de Baden. După naștere a fost plasată sub supravegherea doamnei de onoare Hedvig Ulrika De la Gardie, care a fost guvernanta copiilor familiei regale din 1799 până în 1803.
Sofia avea opt ani când tatăl ei a fost detronat și a părăsit Suedia împreună cu familia. Între momentul loviturii de stat care a dus la detronarea regelui și momentul părăsirii Suediei, ea și mama ei au fost sub arest la domiciliu. În această perioadă, ea a fost descrisă în celebrul jurnal al lui Hedwig Elizabeth Charlotte de Holstein-Gottorp ca o fată încăpățânată, care era mai arogantă și dotată cu mai puțin autocontrol decât fratele ei.
La 25 iulie 1819 la Karlsruhe, Sofia s-a căsătorit cu Leopold, Mare Duce de Baden, fiu dintr-o căsătorie morganatică. Căsătoria a fost aranjată de nepotul lui Leopold, Karl I Mare Duce de Baden, pentru a îmbunătăți șansele ca într-o zi Leopold să devină Mare Duce datorită legăturilor regale ale Sofiei. În 1830, soțul ei a devenit Mare Duce de Baden sub numele de Leopold I.
În timpul revoluției din 1848-49 a fost obligată să plece din Karlsruhe. A devenit văduvă în 1852.
A murit la Palatul Karlsruhe la 6 iulie 1865 la vârsta de 64 de ani.

## Arbore genealogic
1. ↑  „Prințesa Sofia Wilhelmina a Suediei”, Gemeinsame Normdatei, accesat în 12 decembrie 2014
2. ↑  „Prințesa Sofia Wilhelmina a Suediei”, Gemeinsame Normdatei, accesat în 31 decembrie 2014